# Seestraße 12 (Unterschondorf)

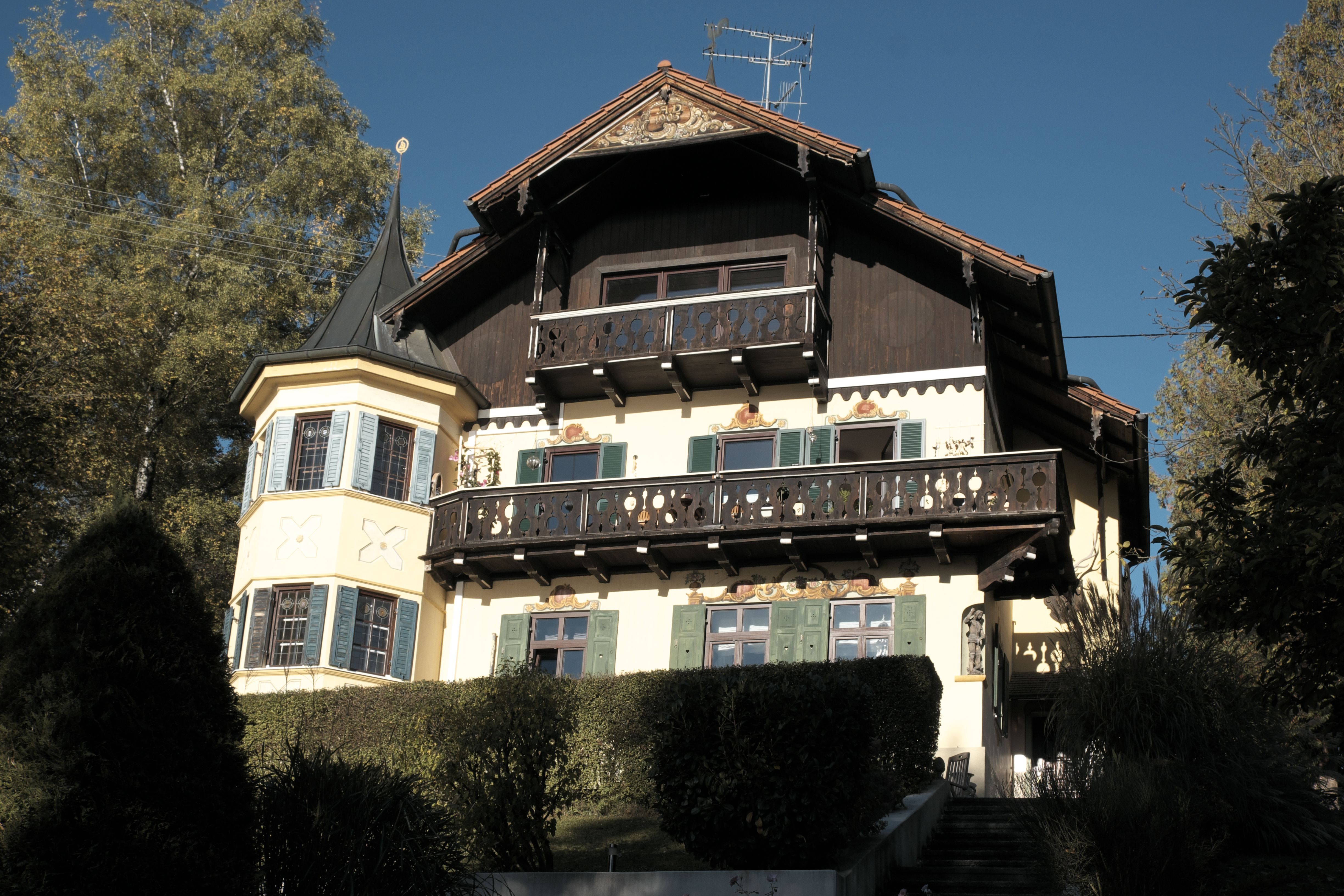
Wohnhaus Seestraße 12 in Unterschondorf

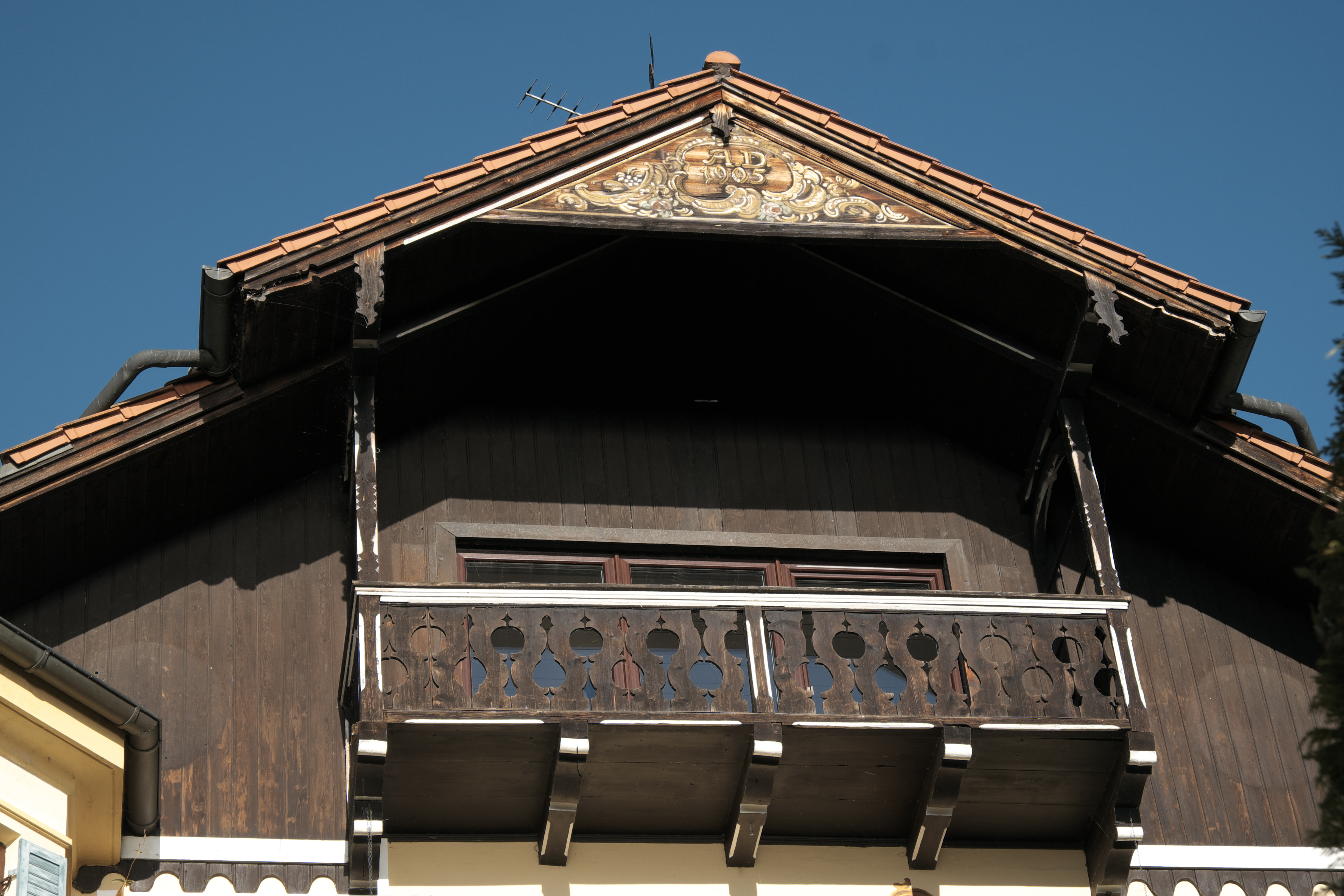
Verbretteter Giebel mit Balkon

Das Gebäude Seestraße 12 in Unterschondorf, einem Ortsteil der Gemeinde Schondorf am Ammersee im oberbayerischen Landkreis Landsberg am Lech, wurde 1905 errichtet. Die Villa ist ein geschütztes Baudenkmal.

## Architektur
Der zweigeschossige Gruppenbau mit Satteldach wurde in den Formen des Heimatstils für den königlichen Konservator Andreas Mayr aus Augsburg errichtet. Das Landhaus auf erhöhtem Fundament besitzt an der südöstlichen Hausecke einen zweigeschossigen, polygonalen Bodenerker mit Zeltdach und Gesimsgliederung. Die Fensterbrüstungen sind mit kreuzförmigen Putzfeldern versehen. 
Der über eine Differenztreppe erreichbare Eingang liegt in einem Risalit an der Nordseite. Die die Fenster umrahmende Fassadenmalerei orientiert sich am barockisierenden Stil der Lüftlmalerei.